# Mestre Eziquiel
Eziquiel Martins Marinho, o Mestre Eziquiel ou ainda o Velho Zica (Salvador, 18 de outubro de 1941 — Salvador, 26 de março de 1997) foi um capoeirista brasileiro.

## Mestre Eziquiel - Grupo Luanda
Iniciou-se na Capoeira ainda menino, aprendendo-a de oitiva, coisa comum aos meninos de Salvador. Somente na década de 1960, levado por Sacy aluno de Mestre Bimba, chegou ao Centro de Cultura Física Regional-CCFR, de onde não saiu mais, formando-se lenço azul do Mestre Bimba e um dos seus mais fiéis discípulos, informação dada pelo Prof. Romário Itacaré do Grupo Luanda.
Foi por muito tempo da Polícia Militar Baiana, onde iniciou sua carreira de Mestre de Capoeira ensinando no quartel dos dendezeiros. Mais tarde, com a partida de Mestre Bimba para Goiânia (1972), assumiu, juntamente com Mestre Vermelho 27, a responsabilidade pela academia do antigo Mestre no Terreiro de Jesus em Salvador. Por fim, acabou por fundar seu próprio grupo, junto do Mestre Franklin, o Grupo Luanda, com sede no Bairro do Resgate (Cabula), próximo a sua casa. O grupo tinha a intenção de realizar shows e divulgar a cultura baiana, e com ela o Maculelê, a Puxada de Rede, e principalmente, a Capoeira.
Um dos maiores divulgadores da Capoeira pelo Brasil e pelo mundo, fez parte dos Grupos Folclóricos Olodum e Grupos Folclóricos Olodumaré, participando inclusive do Festival Internacional de Folclore, em Salta na Argentina. Com esses grupos obteve o primeiro lugar em dois anos consecutivos. Mais tarde, em Quito, Equador, sagrou-se também "Campeão de Folclore", recebendo o "Huminaua de Oro", e Campeão Brasileiro de Ginga.
Como discípulo de Mestre Bimba é, juntamente com Mestre Itapoan, um dos maiores responsáveis pela disseminação da filosofia e dos conhecimentos de seu Mestre e da Capoeira Regional pelo mundo da Capoeira. Mestre Itapoan comandando a parte teórica e histórica da Regional, e o saudoso Mestre Eziquiel preparando os esquetes dos jogos de Iuna, Benguela e São Bento Grande, como também, das sequências e balões ensinados no CCFR.
A figura humilde, alegre e amiga de Mestre Eziquiel sempre foi uma porta aberta para qualquer pessoa interessada em aprender um pouco mais. No passado, a voz marcante, com um estilo único de interpretar, fez dele um dos maiores cantadores e compositores da Capoeira, enquanto, no presente, a saudade e o vazio deixados por sua partida o tornam uma das maiores presenças em nosso meio.